# Johanna van Beethoven
Johanna van Beethoven, de nom de naixement Johanna Reiss, (1786-1869) era la cunyada del compositor Ludwig van Beethoven. Ella és recordada per l'amarga batalla per la custòdia del seu fill Karl, entre ella i Ludwig, un dels episodis més desagradables i traumàtics en la vida del compositor.

## Aspectes biogràfics
Johanna era la filla d'Anton Reiss, un pròsper tapisser de Viena. La seva mare era la filla d'un comerciant de vins i un alcalde local. El 1804 va ser acusada pels seus pares de robatori, un esdeveniment que més tard va tenir un paper important en el seu plet amb Beethoven.
El 25 de maig de 1806 es va casar, ja embarassada, amb Kaspar Anton Karl van Beethoven, el germà menor de Ludwig. El seu únic fill, Karl van Beethoven, va néixer prop de tres mesos més tard, el 4 de setembre del mateix any.
El 19 de juliol de 1811, Johanna va acordar vendre un collaret de perles, per valor de 20.000 florins, sobre comissió. Les perles eren propietat conjunta de tres persones: Frau Kojowitz (qui va donar per vendre el collaret a Johanna), Elisabeth Duchateau i Josef Gessward. Johanna després va fingir un robatori a casa seva, trencant cofres oberts i obrint armaris, va amagar les perles a la seva bossa i va acusar e una anterior treballadora, anomenada Anna Eisenbach, del robatori. La policia va interrogar Eisenbach durant diversos dies i després la deixà en llibertat per falta de proves. A principis d'agost de 1811, Johanna finalment va confessar que havia sigut ella i després d'alguns esforços del seu marit Kaspar Karl, va ser posada en llibertat sota custòdia policial i les perles foren recuperades. El judici va començar el 27 de desembre i es va saber que Johanna devia milers de florins a diverses persones; ella es va queixar que el seu marit (un empleat de govern) no li donabva molts diners. El 30 de desembre de 1811, Juana va ser condemnada. El tribunal va condemnar Johanna a un any de "presó severa": amb grillons, dieta sense carn, obligada a dormir en taules nues i no podria parlar amb ningú més que amb els seus carcellers. A través de la intervenció del seu marit, la sentència va ser gradualment reduïda, primer en dos mesos, i després a una sola, i al final (gràcies a una apel·lació davant l'emperador) al temps ja complert abans del seu judici. Després d'aquest episodi, Johanna (i el seu marit, fins a la seva mort en 1815) van seguir vivint més enllà dels seus mitjans i acumularen deutes.

## La batalla per la custòdia de Karl
En 1812, Kaspar Karl va contreure tuberculosi. El 1813, ell ja estava prou malalt com per fer una declaració judicial que especificava la custòdia del seu fill després de la seva mort i va triar Ludwig com l'únic tutor. En 1815, dos dies abans de morir, va repetir aquest desig en el seu testament, feta el 14 de novembre. No obstant això, el mateix dia, en un codicil, es va adjuntar la voluntat de fer Johanna cotutora. Evidentment, Beethoven i Joanna ja es portaven molt malament i Kaspar demanà que després de la seva mort això canviés. Aquest desig va ser totalment en va, ja que dos dies després de la mort de Kaspar va començar una lluita legal tortuosa i emocional entre Beethoven i la seva cunyada de la custòdia del nen que es va perllongar durant més de quatre anys i comportà un rancor perpetu, compareixences davant del tribunal, amb èxits aparents, revisions i apel·lacions. Beethoven finalment va sortir com a guanyador però les conseqüències en Karl foren perjudicials; anys més tard va intentar el suïcidi.
La batalla legal va començar en un tribunal, el Landrechte Imperial i Reial de la Baixa Àustria, un tribunal reservat per als casos que involucren a persones de naixement aristocràtic. El 22 de novembre d'aquest tribunal va dictaminar que Johanna havia de ser la tutora de Karl i Beethoven cotutor. El 28 de Beethoven va presentar un procediment judicial, de manera que el cas que Johanna no era apta per fer com a tutora. Aquesta presentació va ser un èxit i el 9 de gener de 1816 Beethoven va ser nomenat únic tutor. El 2 de febrer de 1816, Beethoven inscriví Karl en un internat dirigit per Cajetan Giannatasio del Rio.
Johanna, qui només tenia drets de visita molt limitats, va llançar una contra legal el 1818. Aquesta vegada, el Landrechte va descobrir que la partícula "van" en el nom de la família Beethoven no era un senyal de noblesa i, per tant, que la jurisdicció havia de ser retornada a la cort d'una comuna, a la Magistratura de Viena. Aquest tribunal va ser considerablement més comprensiva amb Johanna, i també va quedar influenciat pel fet que Karl havia escapat de la casa de Beethoven, fugint a casa la seva mare (3 de desembre). A més, també havia estat expulsat de la seva escola a principis d'any.
L'etapa final del batalla judicial va tenir lloc el 1820, quan Beethoven presentà un recurs davant la Cort d'Apel·lacions. La representació qualificada de Beethoven pel seu amic Johann Baptist Bach (així com, potser, fortes connexions de Beethoven amb la noblesa) permeté la concessió de la custòdia permanent per a Beethoven. L'apel·lació de Johanna a l'Emperador pel juliol va ser rebutjada, i es va resoldre el cas per sempre.

## Anys posteriors
El mateix any en què va perdre la seva lluita legal Johanna va donar a llum a una filla il·legítima, Ludovika Johanna, nascuda el 12 de juny de 1820. Un ric fonedor de campanes anomenat Johann Kaspar Hofbauer (c. 1771-1839) va reconèixer que era el pare i va proporcionar un cert suport financer. Més tard, el 1824, Johanna va demanar a Beethoven ajuda financera; Ludwig va estar d'acord en tornar a Johanna la meitat de la pensió de viudetat que s'havia destinat a l'educació de Karl. Beethoven va morir el 1827 i Karl, que era l'únic hereu del compositor i encara no era major d'edat, es va quedar sota la tutela de Jakob Hotschevar, que era l'assessor legal de Johanna en el cas de la custòdia.
Beethoven, com era d'esperar, tenia una visió molt negativa de Johanna; en una carta de finals de setembre 1826 la va anomenar "una persona extremadament depravada" i va descriure al seu personatge com "el demoníaca, malèvola i traïdora". En diverses ocasions la va anomenar la "Reina de la Nit" referint-se al malvat personatge de la famosa òpera de Mozart, La flauta màgica. Hi havia altres que compartien l'opinió de Beethoven; Jakob Hotschevar, que havia fet de tutor legal de Karl, es va negar el 1830 a convertir-se en el tutor de la filla de Johanna Ludovika i va informar a la cort que Johanna era "lluny de la conducta moral lloable" i que simplement no volia tenir cap contacte més amb ella.
Johanna van Beethoven va viure encara molts anys, i va morir el 1869.